# Sonequa Martin-Green

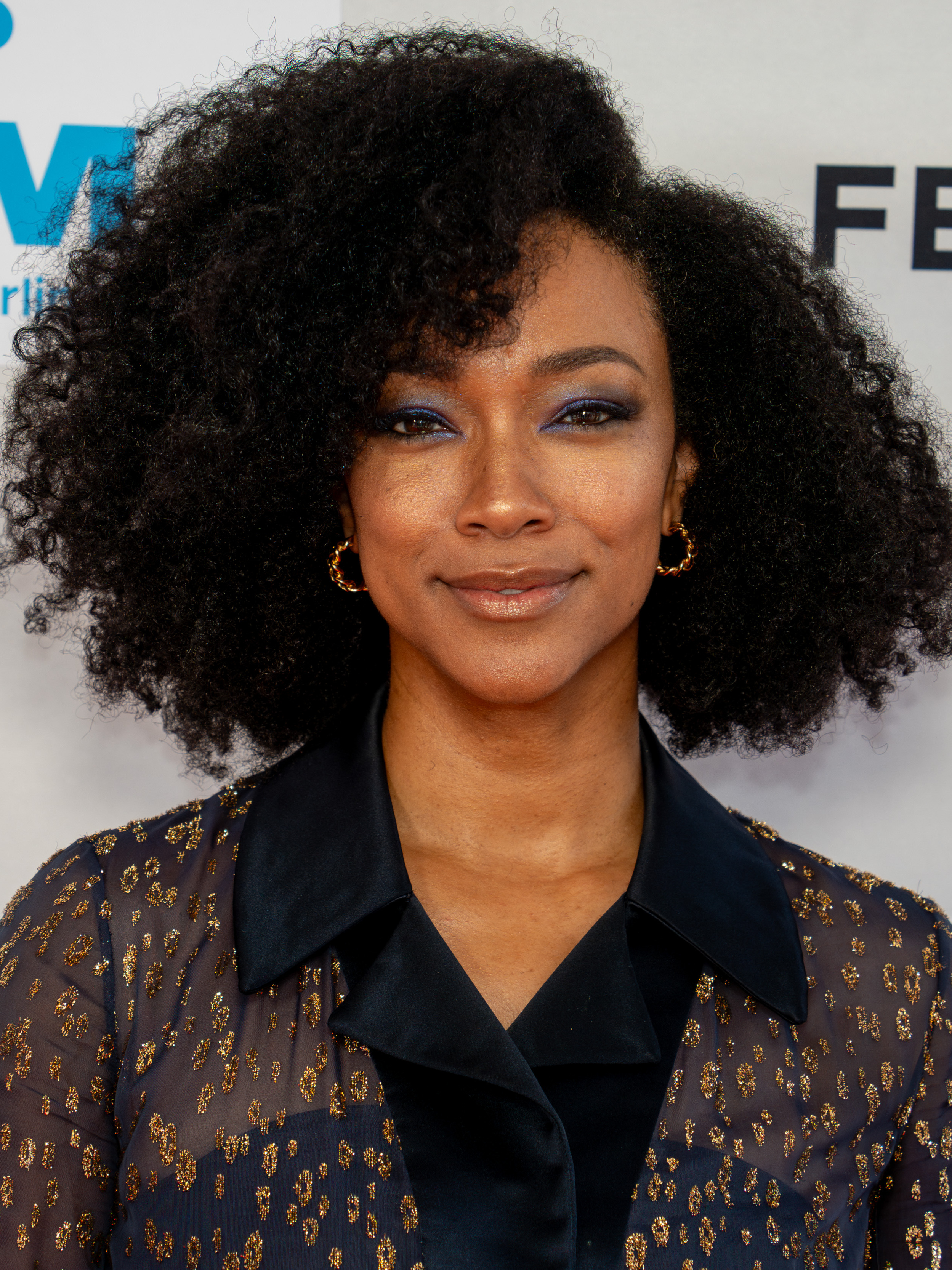
Sonequa Martin-Green (2025)

Sonequa Martin-Green (* 21. März 1985 als Sonequa Martin in Russellville, Alabama) ist eine US-amerikanische Schauspielerin.

## Leben
Sonequa Martin-Green ist im März 1985 in Russellville, Alabama, geboren und schloss 2007 ihr Studium in Theater an der University of Alabama ab. Sie ist seit 2005 als Film- und Fernsehschauspielerin tätig. Zunächst nur in kleineren Rollen besetzt, war sie von 2009 bis 2011 in einer wiederkehrenden Rolle in der Serie Good Wife zu sehen. In der zweiten Staffel der Fantasyserie Once Upon a Time – Es war einmal … übernahm sie 2013 eine Nebenrolle. Martin-Green war von 2012 bis 2017 in der Rolle der Sasha in der Fernsehserie The Walking Dead zu sehen. In der vierten Staffel von The Walking Dead wurde sie zu einer Hauptdarstellerin.
In der Science-Fiction-Fernsehserie Star Trek: Discovery spielte sie 2017 bis 2024 die Hauptrolle der Michael Burnham.

## Filmografie (Auswahl)
- 2005: Not Quite Right
- 2008: Criminal Intent – Verbrechen im Visier (Law & Order: Criminal Intent, Fernsehserie, Episode 7.19)
- 2009: Wasser und Blut (Rivers Wash Over Me)
- 2009: Army Wives (Fernsehserie, 3 Episoden)
- 2009–2011: Good Wife (The Good Wife, Fernsehserie, 8 Episoden)
- 2011: Yelling To The Sky
- 2011: Gossip Girl (Fernsehserie, Episode 5x03)
- 2012: NYC 22 (Fernsehserie, 5 Episoden)
- 2013: Once Upon a Time – Es war einmal … (Once Upon a Time, Fernsehserie, 7 Episoden)
- 2012–2019: The Walking Dead (Fernsehserie, 45 Episoden)
- 2014: Shockwave, Darkside
- 2016–2017: New Girl (Fernsehserie, 2 Episoden)
- 2017–2024: Star Trek: Discovery (Fernsehserie)
- 2019: Holiday Rush
- 2020: The Outside Story
- 2021: Space Jam: A New Legacy
- 2021: Invincible (Fernsehserie, Episode 1x01, Stimme)
- 2024: My Dead Friend Zoe
- 2025: She Dances